# 204-й корректировочный разведывательный авиационный полк
204-й отдельный корректировочно-разведывательный авиационный полк — с мая 1944 года по 1 июня 1944 года.

## Описание
Нахождение в строю: с 1 июня 1944 года до окончания войны. В составе действующей армии: с 1 июня 1944 года по 14 ноября 1944 года (167 дней) и с 3 февраля 1945 года по 9 мая 1945 года (96 дней). Перечень № 12. С 1 июня 1944 года до окончания войны — в составе Военно-Воздушных Сил. В составе объединений:
- С 1 июня 1944 года по 14 ноября 1944 года — в составе 7-й Воздушной Армии Карельского Фронта.
- С 14 ноября 1944 года по 3 февраля 1945 года — в составе 7-й Воздушной Армии Резерва Ставки Верховного Главнокомандования.
- С 3 февраля 1945 года до окончания войны — в составе 4-й Воздушной Армии 2-го Белорусского Фронта.

Командир полка: майор Шаченков Ефим Сергеевич — с мая 1944 года до окончания войны. Заместитель командира полка по политической части: гвардии майор Гриценко Пётр Тимофеевич — с июня 1944 года до окончания войны. Начальник штаба полка: гвардии подполковник Петкевич Яков Юлианович — с 4 июля 1944 года до окончания войны.

## Боевой путь
Полк принимал участие в Обороне Карелии и Заполярья с 1 июня 1944 года по 14 ноября 1944 года. В том числе в Свирско-Петрозаводской операции в период с 21 июня 1944 года по 9 августа 1944 года, Тулоксинской операции в период с 23 июня 1944 года по 27 июня 1944 года. Петсамо-Киркенесской операции с 7 октября 1944 года по 29 октября 1944 года.
Восточно-Прусская операция — с 3 февраля 1945 года по 25 апреля 1945 года.
Млавско-Эльбингская операция — с 3 февраля 1945 года по 26 ??? 1945 года.
В указанный период полк дислоцировался на следующих аэродромах Видлицы, Гирвас, Лоухи-13, Тунгозеро, Уомас-2, Мурмаши, Килп-явр.

## Потери
16 сентября 1944 года самолёт Ил-2, который вылетел в составе группы был сбит истребителями ФВ-190, во время боевого вылета с целью осуществления разведки, лётчики л-нт И. И. Кудрявцев и л-нт А. Н. Тарасов выжили.
30 ноября 1944 года Ил-2 произошла авиакатастрофа близ Пиндуши, в которой погибли младший лейтенант Малышевский А. Я., Капитан-лейтенант Баран Г. М., старший сержант Абзалетдинов А. З.

## Награды и почётные наименования
Приказом НКО от 2 июля 1944 года на основании приказа ВГК№ 114 от 24 июня 1944 года полку было присвоено почётное наименование «Свирский».
Указом Президиума Верховного Совета СССР полк награждён орденом Суворова III степени.

### Благодарности
- Приказом ВГК № 114 от 24 июня 1944 года за форсирование реки Свирь.
- Приказом ВГК № 197 от 15 октября 1944 года за овладение городом Петсамо (Печенга).
- Приказом ВГК № 202 от 23 октября 1944 года за освобождение района Никель, Ахмалахти, Сальмиярви.
- Приказом ВГК № 205 от 25 октября 1944 года за овладение городом Киркенес.
- Приказом ВГК № 208 от 1 ноября 1944 года за освобождение Печенгской области.
- Приказом ВГК № 283 от 21 февраля 1945 года за овладение городом Черск.
- Приказом ВГК № 285 от 27 февраля 1945 года за овладение городами Шлохау, Штегерс, Хаммерштайн, Бальденберг, Бублиц.
- Приказом ВГК № 286 от 28 февраля 1945 года за овладение городами Нойштеттин и Прехлау.
- Приказом ВГК № 287 от 3 марта 1945 года за овладение городами Руммельсбург и Поллнов.
- Приказом ВГК № 289 от 4 марта 1945 года за овладение городом Кёзлин.
- Приказом ВГК № 294 от 7 марта 1945 года за овладение городами Гнев и Старогард.
- Приказом ВГК № 299 от 12 марта 1945 года за овладение городами Тчев, Вейхерово и Пуцк.
- Приказом ВГК № 313 от 28 марта 1945 года за овладение городом и военно-морской базой Гдыня.
- Приказом ВГК № 319 от 30 марта 1945 года за овладение городом и крепостью Гданьск.
- Приказом ВГК № 344 от 26 апреля 1945 года за овладение городом Штеттин.
- Приказом ВГК № 348 от 27 апреля 1945 года за овладение городами Пренцлау и Ангермюнде.
- Приказом ВГК № 351 от 29 апреля 1945 года за овладение городами Анклам, Фридланд, Нойбранденбург, Лихен.
- Приказом ВГК № 352 от 30 апреля 1945 года за овладение городами Грайфсвальд, Трептов, Нойштрелитц, Фюрстенберг, Гранзее.
- Приказом ВГК № 354 от 1 мая 1945 года за овладение городами Штральзунд, Гриммен, Деммин, Мальхин, Варен, Везенберг.
- Приказом ВГК № 358 от 2 мая 1945 года за овладение городами Ростоком и Варнемюнде.
- Приказом ВГК № 360 от 3 мая 1945 года за овладение городами Барт, Бад-Доберан, Нойбуков, Барин, Виттенберге.
- Приказом ВГК № 362 от 5 мая 1945 года за овладение портом и военно-морской базой Свинемюнде.
- Приказом ВГК № 363 от 6 мая 1945 года за овладение островом Рюген.

### Личный состав награждённый орденами СССР в период участия в Великой Отечественной войне
- Приказом Командующего Артиллерией Карельского Фронта № 063/н от 18 августа 1944 года командир эскадрильи капитан Коневцев Л. А. и заместитель командира эскадрильи лейтенант Окунь С. Л. награждены Орденом Красного Знамени. Старший лётчик-наблюдатель лейтенант Торопов И. К. награждён Орденом Отечественной Войны I степени.
- Указом Президиума Верховного Совета СССР от 3 ноября 1944 года начальник штаба полка гвардии подполковник Петкевич Я. Ю.  награждён Орденом Красного Знамени.
- Приказом Командующего Артиллерией Карельского Фронта № 0115/н от 11 ноября 1944 года. Капитан-лейтенант Начальник связи эскадрильи Баран Г. М. награждён Орденом Красного Знамени. Лётчик Лейтенант Кудрявцев И. И. награждён Орденом Отечественной Войны I степени. Старший техник лейтенант Эриванлы Н. А. награждён Орденом Отечественной Войны II степени. Техник-лейтенант заместитель старшего техника эскадрильи по вооружению Банный М. А., Заместитель начальника штаба полка капитан Вепров А. С., старший техник-лейтенант техник звена Деркач Д. В., лётчик-наблюдатель гвардии лейтенант Ефимов Н. П., техник звена Гвардии старший техник-лейтенант Кобяков И. П., заместитель командира эскадрильи лейтенант Кулешов А. И., техник звена техник-лейтенант Кундалев П. А., лётчик младший лейтенант Сизов М. Г., заместитель старшего техника эскадрильи младший техник-лейтенант Сорокин В. В., инженер полка по полевому ремонту старший техник-лейтенант Сурженко С. Д., лётчик лейтенант Тарасов А. Н., техник звена техник-лейтенант Французов А. М.  награждены  Орденом Красной Звезды.
- Приказом Командующего Артиллерией Карельского Фронта № 0127/н от 29 ноября 1944 г. начальник штаба гвардии подполковник Петкевич Я. Ю. награждён  Орденом Отечественной Войны I степени.
- Приказом Командующего Артиллерией Карельского Фронта № 0118/н от 13 ноября 1944 г. командир полка майор Шаченков Е. С. награждён  Орденом Александра Невского.
- Приказом Командующего Карельским Фронтом № 0140/н от 3 декабря 1944 г. заместитель старшего инженера полка по вооружению капитан Федосеев Г. Я. награждён Орден Красной Звезды.
- Приказом Командующего Артиллерией 2-го Белорусского Фронта № 020/н от 25 апреля 1945 г. заместитель командира эскадрильи по эксплуатации старший техник-лейтенант Нечипоренко А. М., старший лётчик-наблюдатель лейтенант Торопов И. К. награждены Орденом Отечественной Войны II степени.
- Приказом Командующего 2-м Белорусским Фронтом № 022/н от 27 апреля 1945 г. лётчик-наблюдатель старший лейтенант Крашенинников Е. В. награждён Орденом Отечественной Войны I степени(2)
- Приказом Командующего 2-й Ударной Армии № 064/н от 12 мая 1945 г. начальник связи эскадрильи лейтенант Клименко И. П., командир звена лейтенант Соседко Д. А. награждены Орденом Красного Знамени.
- Приказ Командующего Артиллерией 2-го Белорусского Фронта № 035/н от 29 мая 1945 г. старший лётчик лейтенант Кудрявцев И. И. награждён Орденом Красного Знамени.
  - Заместитель командира полка по политической части гвардии майор  Гриценко П. Т., лётчик-наблюдатель капитан Дейко В. Д., старший инженер полка старший техник-лейтенант Эриванлы Н. А., заместитель командира эскадрильи по эксплуатации старший техник-лейтенант Ерискин В. Т., командир звена лейтенант Ефимов И. И., помощник командира полка по Воздушно-Стрелковой Службе капитан Курочкин В. В., лётчик-наблюдатель лейтенант Носов В. Г., начальник штаба полка гвардии подполковник Петкевич Я. Ю. — награждены Орденом Отечественной Войны I степени. Старший техник полка по радио старший техник-лейтенант Каблуков Л. А., штурман полка капитан Котлов И. В., лётчик-корректировщик младший лейтенант Оболенский Н. С., старший лейтенант. Начальник отделения строевого и кадров. Плаксин П. И., старший врач лейтенант медицинской службы полка Сидоров П. Д., старший лётчик младший лейтенант Сизов М. Г., штурман-корректировщик полка капитан Шверненко И. И. — награждены Орденом Отечественной Войны II степени. Младший лейтенант лётчик-наблюдатель Дейнего Н. П., старший авиационный механик старший сержант Журавлев М. П., механик по приборам старшина Королёв И. Д., лётчик-корректировщик младший лейтенант Масленников И. А., техник звена техник-лейтенант Мендгалиев Галлиулла, Комсомольский организатор полка младший лейтенант Назаров Н. И., лётчик-корректировщик младший лейтенант Опутин Л. Н., помощник начальника штаба по специальной связи лейтенант Хохлачев Г. Н., техник звена младший техник-лейтенант Шепетов А. В. награждены Орденом Красной Звезды.
- Приказ Командующего Артиллерией 2-го Белорусского Фронта № 041/н от 29 мая 1945 года. Воробьёв Владимир Зиновьевич. Старший сержант технической службы. Механик по электрическому оборудованию. Орден Отечественной Войны II степени.
  - Гончар Михаил Дмитриевич. Техник-лейтенант. Техник звена. Орден Отечественной Войны II степени. Деркач Дмитрий Васильевич. Старший техник-лейтенант. Начальник отделения строевого и кадров полка. Орден Отечественной Войны II степени. Журавель Пётр Егорович. Старший лейтенант. Лётчик-наблюдатель корректировщик. Орден Отечественной Войны II степени.
  - Крушевский Виктор Николаевич. Техник-лейтенант. Заместитель старшего техника по специальному оборудованию. Орден Отечественной Войны II степени.
  - Поляков Израиль Львович. Старший лейтенант. Адъютант эскадрильи. Орден Отечественной Войны II степени.
  - Пузин Пётр Терентьевич. Старший техник-лейтенант. Техник звена. Орден Отечественной Войны II степени.
  - Румянцев Анатолий Антонович. Майор. Заместитель начальника штаба полка по аэрофоторазведке. Орден Отечественной Войны II степени.
  - Щепкин Василий Андреевич. Лейтенант. Адъютант эскадрильи. Орден Отечественной Войны II степени.
  - Зырянов Владимир Иванович. Младший лейтенант. Командир звена. Орден Красной Звезды.
  - Кисляк Никита Павлович. Техник-лейтенант. Техник звена. Орден Красной Звезды.
  - Федорищев Николай Михайлович. Младший лейтенант. Лётчик-наблюдатель. Орден Красной Звезды.

- Приказ Командующего Артиллерией 2-го Белорусского Фронта № 045/н от 29 мая 1945 года.
  - Коневцев Леонид Александрович. Капитан. Командир эскадрильи. Орден Отечественной Войны I степени.
  - Кулишов Александр Иванович. Лейтенант. Заместитель командира эскадрильи. Орден Отечественной Войны I степени.
  - Осипов Николай Назарович. Техник-лейтенант. Командир звена. Орден Отечественной Войны II степени.
  - Гришкин Александр Васильевич. Старший лейтенант. Партийный организатор полка. Орден Красной Звезды.
  - Макарейкин Степан Евграфович. Старший техник-лейтенант. Техник фотооборудования. Орден Красной Звезды.
  - Максимов Юрий Иванович. Старший техник-лейтенант. Начальник отделения фотограмметрической обработки полка. Орден Красной Звезды.
  - Разживин Павел Евлампиевич. Старший техник-лейтенант. Заместитель старшего инженера полка по специальным службам. Орден Красной Звезды.
  - Сычёв Василий Никифорович. Техник-лейтенант. Заместитель старшего техника эскадрильи по вооружению. Орден Красной Звезды.
  - Январев Фёдор Иванович. Старший техник-лейтенант. Техник звена. Орден Красной Звезды.

- Приказ Командующего Артиллерией 2-го Белорусского Фронта № 057/н от 5 июня 1945 года.
  - Шаченков Ефим Сергеевич. Майор. Командир полка. Орден Красного Знамени(3)

- Приказ Командующего 2-м Белорусским Фронтом № 070/н от 14 июня 1945 года.
  - Зинчик Леонид Григорьевич. Старший сержант. Механик по радио. Орден Отечественной Войны II степени.
  - Ущаповский Яков Васильевич. Майор. Заместитель командира полка. Орден Отечественной Войны II степени.
  - Федосеев Григорий Яковлевич. Капитан. Заместитель старшего инженера полка по вооружению. Орден Отечественной Войны II степени.

## Вооружение
На вооружении полка с июня 1944 года были самолёты Ил-2, а с июня 1944 года также Як-9.

## Личный состав полка
- Банный Мартьян Анисимович
- Баран Гирш Меерович
- Вепров Алексей Степанович
- Воробьёв Владимир Зиновьевич
- Гончар Михаил Дмитриевич
- Гриценко Пётр Тимофеевич
- Гришкин Александр Васильевич
- Дейко Василий Дмитриевич
- Дейнего Николай Прокофьевич
- Деркач Дмитрий Васильевич
- Ерискин Виктор Тимофеевич
- Ефимов Иван Иванович
- Ефимов Николай Павлович
- Журавель Пётр Егорович
- Журавлев Михаил Петрович
- Зинчик Леонид Григорьевич
- Зырянов Владимир Иванович
- Каблуков Леонид Ануфриевич
- Кисляк Никита Павлович
- Клименко Иван Павлович
- Кобяков Иван Павлович
- Королёв Иван Дмитриевич
- Котлов Иван Васильевич
- Крашенинников Евгений Валентинович
- Крушевский Виктор Николаевич
- Кудрявцев Иван Иванович
- Кулешов Александр Иванович
- Кулишов Александр Иванович
- Кундалев Павел Аврамович
- Курочкин Владимир Васильевич
- Макарейкин Степан Евграфович
- Максимов Юрий Иванович
- Масленников Иван Алексеевич
- Мендгалиев Галлиулла
- Назаров Николай Иванович
- Нечипоренко Аркадий Максимович
- Носов Валентин Григорьевич
- Оболенский Николай Сергеевич
- Окунь Семён Львович
- Опутин Леонид Николаевич
- Осипов Николай Назарович
- Петкевич Яков Юлианович
- Плаксин Пётр Иванович
- Поляков Израиль Львович
- Пузин Пётр Терентьевич
- Разживин Павел Евлампиевич
- Румянцев Анатолий Антонович
- Сидоров Пётр Дмитриевич
- Сизов Михаил Гаврилович
- Сорокин Владимир Васильевич
- Соседко Дмитрий Андреевич
- Сурженко Сергей Дмитриевич
- Сычёв Василий Никифорович
- Тарасов Анатолий Николаевич
- Торопов Ипполит Константинович
- Ущаповский Яков Васильевич
- Федорищев Николай Михайлович
- Федосеев Григорий Яковлевич
- Французов Александр Макарович
- Хохлачев Григорий Николаевич
- Шаченков Ефим Сергеевич
- Шверненко Иван Иванович
- Шепетов Алексей Васильевич
- Щепкин Василий Андреевич
- Эриванлы Носо Алиевич
- Январев Фёдор Иванович